# Arquidiócesis de Merauke
La arquidiócesis de Merauke (en latín: Archidioecesis Merauken(sis) y en indonesio: Keuskupan Agung Merauke) es una circunscripción eclesiástica latina de la Iglesia católica en Indonesia, sede metropolitana de la provincia eclesiástica de Merauke. La arquidiócesis tiene al arzobispo Petrus Canisius Mandagi, M.S.C. como su ordinario desde el 28 de junio de 2010. 

## Territorio y organización
La arquidiócesis tiene 91 243 km² y extiende su jurisdicción sobre los fieles católicos de rito latino residentes en parte de la provincia de Papúa.
La sede de la arquidiócesis se encuentra en la ciudad de Merauke, en donde se halla la Catedral de San Francisco Javier.
En 2019 en la arquidiócesis existían 34 parroquias.
La arquidiócesis tiene como sufragáneas a las diócesis de: Agats, Jayapura, Manokwari-Sorong y Timika.

## Historia
El vicariato apostólico de Merauke fue erigido el 24 de junio de 1950 con la bula Ad Evangelii del papa Pío XII, obteniendo el territorio del vicariato apostólico de Amboina (hoy diócesis de Amboina).
El 15 de noviembre de 1966 el vicariato apostólico fue elevado al rango de arquidiócesis metropolitana con la bula Pro suscepto del papa Pablo VI.
El 29 de mayo de 1969 cedió una parte de su territorio para la erección de la diócesis de Agats mediante la bula Prophetae vaticinium del papa Pablo VI.

## Estadísticas
De acuerdo al Anuario Pontificio 2020 la arquidiócesis tenía a fines de 2019 un total de 218 700 fieles bautizados.
| Año                                                                             | Población            | Población | Población      | Sacerdotes | Sacerdotes    | Sacerdotes    | Bautizados por sacerdote | Diáconos permanentes | Religiosos | Religiosos | Parroquias |
| Año                                                                             | Bautizados católicos | Total     | % de católicos | Total      | Clero secular | Clero regular | Bautizados por sacerdote | Diáconos permanentes | Varones    | Mujeres    | Parroquias |
| ------------------------------------------------------------------------------- | -------------------- | --------- | -------------- | ---------- | ------------- | ------------- | ------------------------ | -------------------- | ---------- | ---------- | ---------- |
| 1970                                                                            | 69 129               | 93 942    | 73.6           | 51         | 23            | 28            | 1355                     |                      | 56         | 42         |            |
| 1980                                                                            | 88 240               | 113 000   | 78.1           | 26         | 3             | 23            | 3393                     |                      | 43         | 31         |            |
| 1990                                                                            | 106 809              | 180 619   | 59.1           | 29         | 2             | 27            | 3683                     |                      | 36         | 33         |            |
| 1999                                                                            | 129 650              | 243 254   | 53.3           | 32         | 4             | 28            | 4051                     |                      | 33         | 35         |            |
| 2000                                                                            | 132 929              | 247 000   | 53.8           | 32         | 5             | 27            | 4154                     |                      | 33         | 42         |            |
| 2001                                                                            | 133 202              | 231 086   | 57.6           | 32         | 5             | 27            | 4162                     |                      | 31         | 47         |            |
| 2002                                                                            | 134 066              | 231 933   | 57.8           | 32         | 6             | 26            | 4189                     |                      | 31         | 54         | 26         |
| 2003                                                                            | 137 117              | 235 229   | 58.3           | 34         | 7             | 27            | 4032                     |                      | 30         | 48         | 26         |
| 2004                                                                            | 140 220              | 244 440   | 57.4           | 33         | 7             | 26            | 4249                     |                      | 29         | 51         | 26         |
| 2011                                                                            | 226 200              | 345 600   | 65.5           | 39         | 9             | 30            | 5800                     |                      | 42         | 90         | 29         |
| 2016                                                                            | 189 000              | 320 552   | 59.0           | 52         | 14            | 38            | 3634                     |                      | 48         | 97         | 32         |
| 2019                                                                            | 218 700              | 399 400   | 54.8           | 53         | 20            | 33            | 4126                     |                      | 44         | 95         | 34         |
| Fuente: Catholic-Hierarchy, que a su vez toma los datos del Anuario Pontificio. |                      |           |                |            |               |               |                          |                      |            |            |            |

## Episcopologio
- Herman Tillemans, M.S.C. † (25 de junio de 1950-26 de junio de 1972 renunció)
- Jacobus Duivenvoorde, M.S.C. † (26 de junio de 1972-30 de abril de 2004 retirado)
- Nicolaus Adi Seputra, M.S.C. (7 de abril de 2004-28 de marzo de 2020 renunció)
- Petrus Canisius Mandagi, M.S.C., desde el 11 de noviembre de 2020[5]